# Szozdy
Szozdy – wieś w Polsce położona w województwie lubelskim, w powiecie biłgorajskim, w gminie Tereszpol.
W latach 1975–1998 miejscowość administracyjnie należała do województwa zamojskiego. 
Wieś stanowi sołectwo gminy Tereszpol. Według Narodowego Spisu Powszechnego (2011) liczyła 249 mieszkańców i była szóstą co do wielkości miejscowością gminy Tereszpol. 
Przez wieś przebiega droga powiatowa nr 2947L relacji Tereszpol-Kukiełki – Zwierzyniec. W Szozdach znajduje się przystanek kolejowy na linii nr 66, łączącej Zwierzyniec ze Stalową Wolą.
Wierni Kościoła rzymskokatolickiego należą do parafii Matki Bożej Częstochowskiej w Tereszpolu.

## Historia
W wieku XIX Szozdy opisano jako wieś okoloną lasem w powiecie zamojskim, gminie i parafii greckokatolickiej w Tereszpolu, rzymskokatolickiej w Górecku. Wieś położona na południowy zachód od Zamościa w odległości  36 wiorst. W roku 1883 było tu 19 osad i 215 mieszkańców (47 prawosławnych) gospodarujących na 361 morgach ziemi głównie piaszczystej. W 1827 r. było 22 domów i 112 mieszkańców.
W latach 1914–1971 w Szozdach znajdował się przystanek kolei wąskotorowej relacji Zwierzyniec – Biłgoraj.